# Silke Vollenhofer

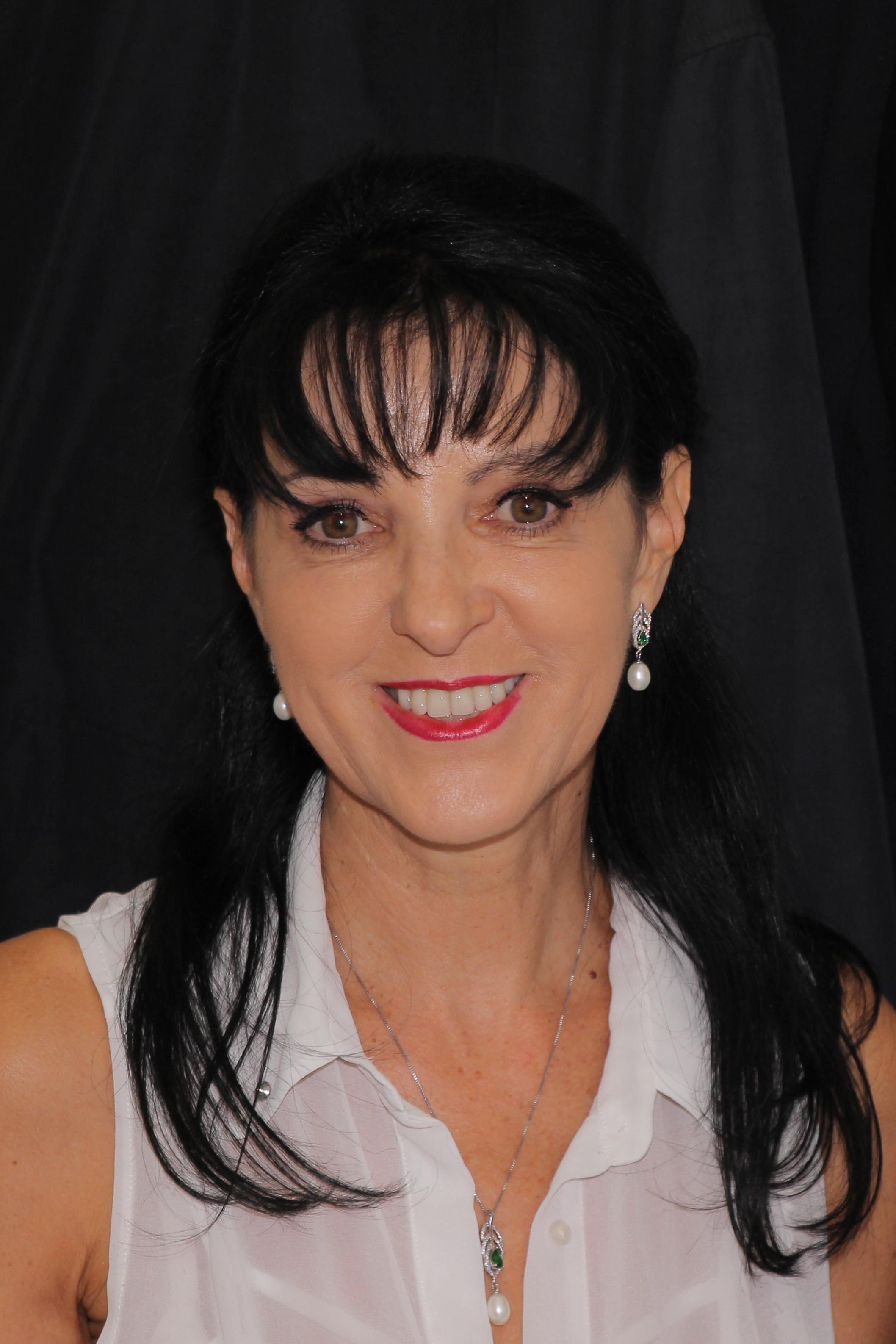
Silke Vollenhofer (2018)

Silke Vollenhofer (* 11. September 1962 in Neunkirchen) ist eine österreichische Kunst- und Kulturwissenschaftlerin, Hochschullehrerin und ehemalige Vizerektorin der Universität für angewandte Kunst Wien, sowie Expertin der präuniversitären Nachwuchsförderung, Begründerin und Leiterin der KinderuniKunst. Sie ist Mitglied der Europäischen Akademie der Wissenschaften und Künste.

## Leben

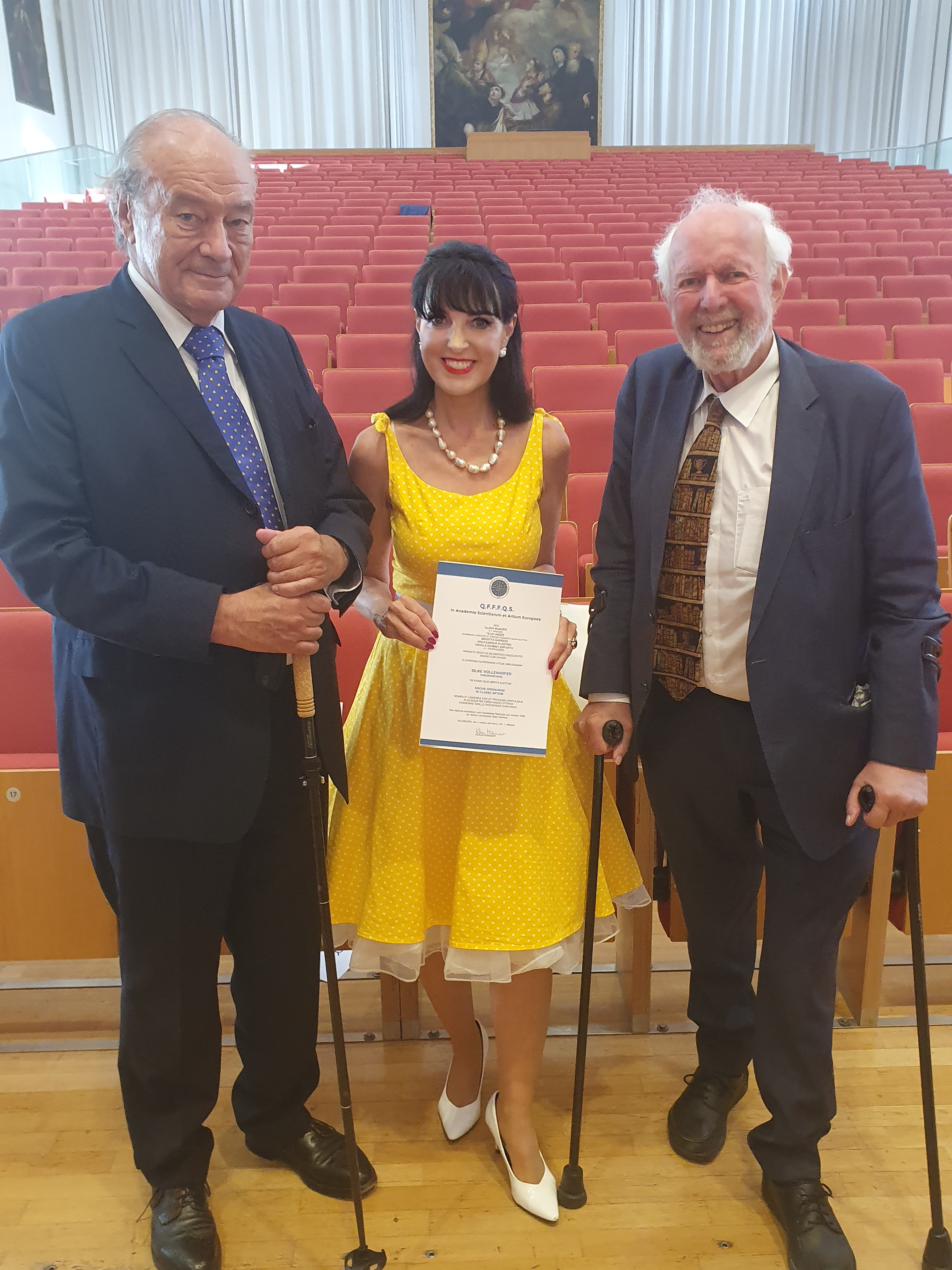
Silke Vollenhofer wird in die Europäische Akademie der Wissenschaften und Künste aufgenommen (2021)

### Ausbildung
Silke Vollenhofer absolvierte ihre Schulausbildung an der Fachschule für Textilveredelung und dann an der Höheren Bundes-, Lehr- und Versuchsanstalt für Textilindustrie, Fachrichtung Textilchemie, in der Spengergasse. Sie maturierte dort im Jahr 1982, im Jahr 1986 wurde ihr vom Bundesministerium für Bauten und Technik der Titel Ingenieur verliehen, im Jahr 1997 folgte der Titel  Diplom-HTL-Ingenieur durch das Bundesministerium für wirtschaftliche Angelegenheiten.
Anschließend studierte sie Rechtswissenschaften und Theater-, Film- und Medienwissenschaften an der Universität Wien. Im Jahr 2020 promovierte sie an der Universität für angewandte Kunst Wien.

### Universitäre Laufbahn
Ab 1986 unterrichtete sie an der Universität für angewandte Kunst in Wien in den Studienrichtungen Design, Mode, Lehramt, Bildhauerei, Industrial Design, Bühnengestaltung sowie Selbst-, Design- und Projektmanagement.
Von 2004 bis 2007 war sie Vizerektorin für Personal, als solches Mitglied im Senat und Universitätsrat und Mitglied der österreichischen Rektorenkonferenz.
Im Jahr 2004 begründete, konzipierte Silke Vollenhofer und leitet seitdem die KinderuniKunst, die erste europäische Kinderuni mit dem Fokus auf Kultur, Kunst und Mediengestaltung. Ab 2014 übernahm sie die Leitung der an der Universität für angewandte Kunst Wien angesiedelten Koordinationsstelle KooFun, die auf Maßnahmen im Bereich präuniversitärer Nachwuchsförderung im Kunst und Kulturbereich spezialisiert ist.

### Theater
Vollenhofer engagierte sich von 2008 bis 2018 zunächst als Schauspielerin bei den Weikendorfer Sommerspielen, von 2022 bis 2023 als Regisseurin beim Stadttheaterverein Deutsch-Wagram und ist seit 2023 die Leiterin von Lilos Theaterbude.

## Mitgliedschaften
- 2021: Europäische Akademie der Wissenschaften und Künste
- St. Georgs-Orden[10]

## Schriften

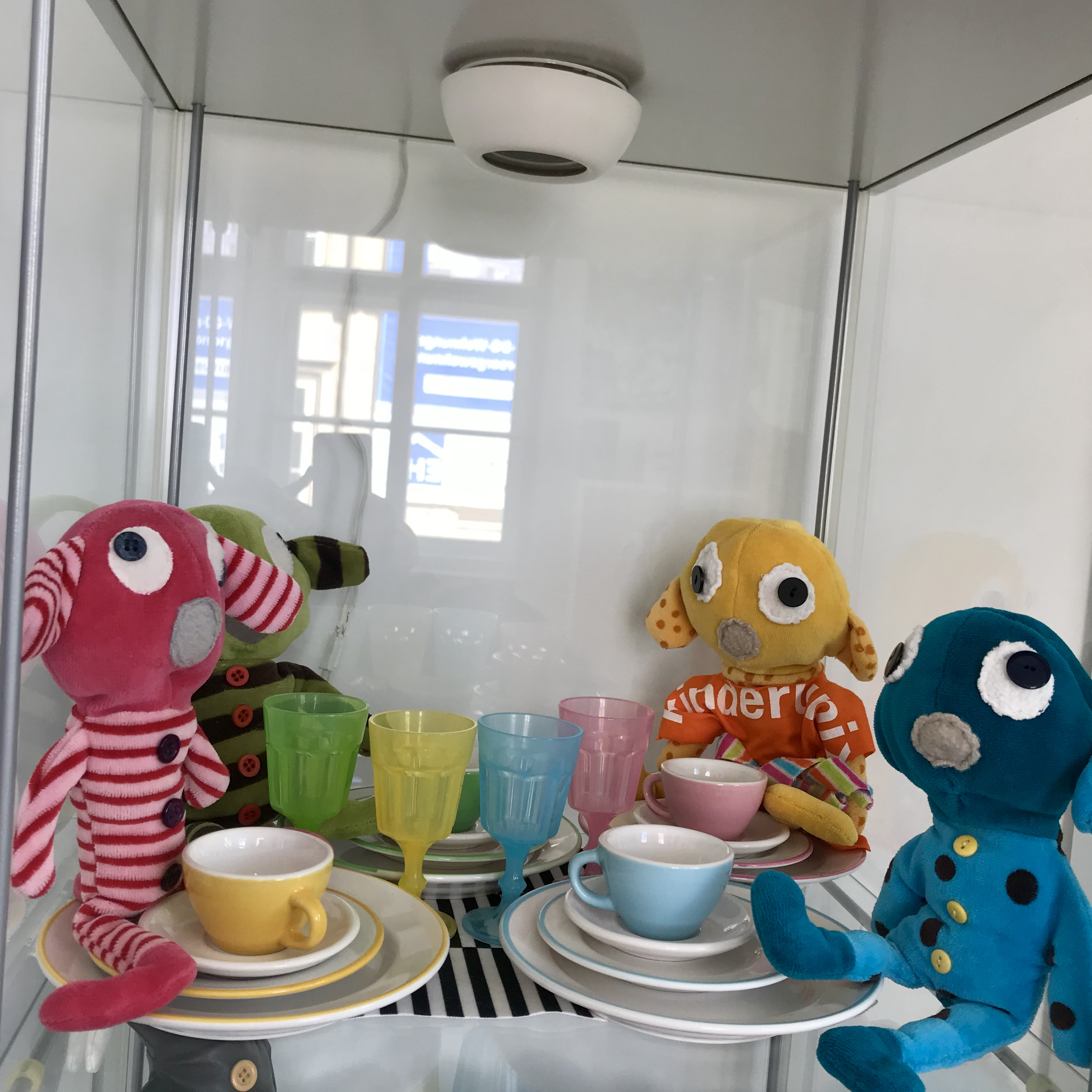
Figuren aus der Buchreihe Familie BEKK

- Familie Bekk – in Grafenegg. KinderuniKunst, Wien 2014, ISBN 978-3-9503850-5-2.
- Wir sind Familie Bekk und immer jung und keck, KinderuniKunst, Wien 2014, ISBN 978-3-9503563-9-7.
- Familie Bekk – in der Albertina. KinderuniKunst, Wien 2015, ISBN 978-3-9503850-5-2.
- Familie Bekk beim Zahnarzt Dr. Vinzenz. KinderuniKunst, Wien 2015, ISBN 978-3-9503850-4-5.
- Familie Bekk – Im Dorotheum. KinderuniKunst, Wien 2016, ISBN 978-3-9504140-4-2.
- Reise in die Welt der Sinne. Kreativitätsförderung von Kindern. De Gruyter, Berlin 2016, ISBN 978-3-11-047742-9.
- Grundlagen der Materialkunde. Farbstoffe, Kunststoffe, Textilien, Metalle, De Gruyter, Berlin 2023, ISBN 978-3-0356283-6-4.